# Jan Howard
Jan Howard, pseudonimo di Lula Grace Johnson (West Plains, 13 marzo 1929 – Gallatin, 28 marzo 2020), è stata una cantante statunitense.

## Discografia

### Album in studio
- 1962 - Sweet and Sentimental
- 1966 - Jan Howard Sings Evil on Your Mind
- 1966 - Bad Seed
- 1967 - This Is Jan Howard Country
- 1968 - For Loving You (con Bill Anderson)
- 1968 - Count Your Blessings, Woman
- 1969 - Jan Howard
- 1970 - For God and Country
- 1970 - If It's All the Same to You (con Bill Anderson)
- 1970 - Rock Me Back to Little Rock
- 1972 - Bill and Jan (Or Jan and Bill) (con Bill Anderson)
- 1972 - Love Is Like a Spinning Wheel
- 1972 - Singing His Praise (con Bill Anderson)
- 1975 - Sincerely, Jan Howard
- 1981 - Stars of the Grand Ole Opry
- 1983 - Tainted Love
- 1985 - Jan Howard

### Raccolte
- 1960 - Sweethearts of Country Music (con Wynn Stewart)
- 1962 - Jan Howard
- 1967 - Lonely Country
- 1968 - The Real Me
- 1973 - Bad Seed
- 1976 - Rock Me Back to Little Rock
- 1996 - The Grand Ladies of the Opry (con Skeeter Davis, Jeannie Seely e Jean Shepard)
- 2004 - The Very Best of Wynn Stewart & Jan Howard (con Wynn Stewart)
- 2005 - Through the Years with Jan Howard (boxset)